# كريستال تشابيل
كريستال تشابيل (بالإنجليزية: Crystal Chappell)‏ هي ممثلة أمريكية، ولدت في 4 أغسطس 1965 في الولايات المتحدة.

## أعمال

### مسلسلات
- غايدنغ لايت

## وصلات خارجية
- كريستال تشابيل على موقع IMDb (الإنجليزية)
- كريستال تشابيل على موقع أول موفي (الإنجليزية)
- كريستال تشابيل على موقع قاعدة بيانات الفيلم (الإنجليزية)